# 보디오
보디오(Bodio)는 스위스 티치노주의 레벤티나구에 있는 자치체이다. 2000년 기준 인구의 87.1%가 이탈리아어를 말하는 지역이다.

## 역사
보디오는 1227년에 Boidi로 처음 언급되었다. 중세 시대에 보디오와 현재 버려진 심브라(또는 Saimola) 마을은 지오르니코 지역에서 데가냐(Degagna)를 형성했다. 3개의 암브로시오 계곡에 대한 밀라노 대성당의 통치 기간 동안 5월과 11월에 플라시타 델라 레벤티나(placita della Leventina) 회의가 보디오에서 열렸다. 플라시타 델라 레벤티나는 정의를 집행하고 지역 문제를 논의하는 데 사용되는 레벤티나 계곡의 모임이었다. 16세기까지 마을은 조르니코 본당에 속해 있었다. 마을은 1567년에 별도의 본당이 되었고, 1602년까지 폴레지오는 본당의 일부였다. 성 스테파노 교회는 1227년에 처음 언급되었다. 마을의 많은 부분과 함께 15세기에 산사태로 파괴되었다. 현재의 교구 교회는 19세기에, 종탑은 1779년에 지어졌다. 1817년, 1829년, 1834년, 1839년의 홍수로 마을에 큰 피해를 입혔고, 1868년에는 티치노강의 추가 홍수로 18명이 사망하고 일부 가옥이 파괴되었다.
이 도시는 티치노강의 목재 운송에 중요했다. 보디오 위의 통나무는 강을 따라 자유롭게 떠 다닐 수 있다. 보디오에서 그것들을 모아서 뗏목을 탔다. 수집 및 배송 분지인 소위 파소(Fosso)에서 통나무를 모아 함께 묶어 하류 제방의 손상을 제한했다.
많은 주민들이 일자리를 찾아 지자체를 떠나 이주했다. 19세기 중반까지 대부분의 이민자들은 주로 프랑스로 갔던 글레이저와 오펜세처 가문을 제외하고 대부분의 이탈리아로 갔다. 1876년에 이전 인구의 5분의 1(당시에는 400명)이 미국, 주로 캘리포니아와 네바다에 살았다.

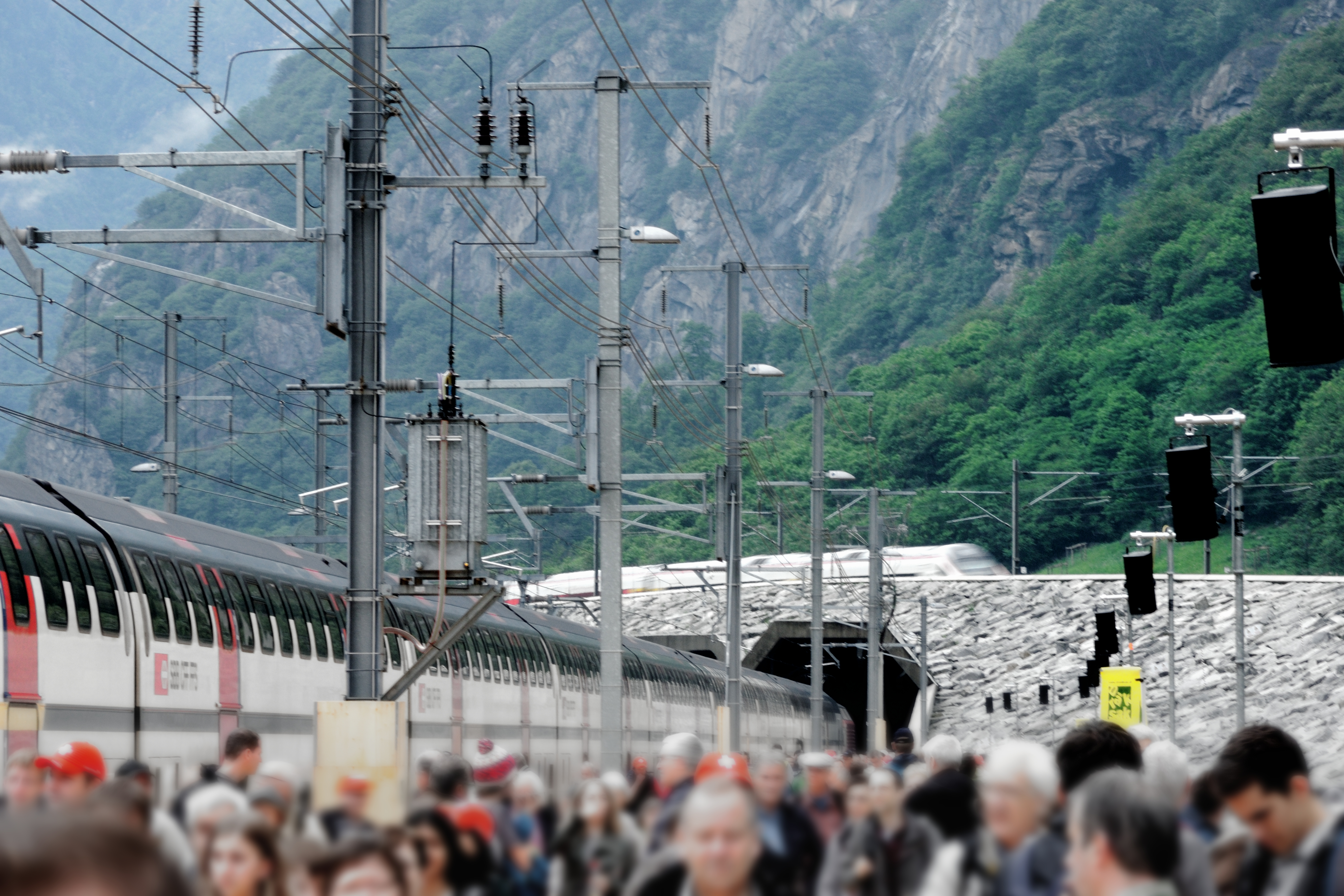
고트하르트 베이스 터널 개통식 (남쪽 포털)

농촌에서 산업 중심지로 지역 사회가 변모한 것은 19세기 말 고트하르트 철도 건설과 1911년 시운전으로 시작된 티치노강의 수력 사용 덕분이다. 비아쉬나-첸트랄레 발전소. 저렴한 비용으로 많은 양의 에너지를 사용할 수 있고 중요한 운송 링크(열차)의 존재는 다양한 산업이 이 지역에 정착하도록 유도했다. 이것은 이 지역을 티치노주의 중요한 산업 중심지로 바꾸는 데 도움이 되었다. 1910년경, 디아만트(Diamant, 연삭 재료), 고트하르트베르케 (금속 합금), 화학 공장 초석을 포함하여 스위스와 독일 기업이 지역 사회에 문을 열었다.(질소 유도체 생산) 및 2개의 탄화물 공장. 1,000명 이상의 근로자(많은 이탈리아인 포함)를 고용한 이 산업체는 제1차 세계 대전 중 폭발물 생산 덕분에 번창했다. 전후에는 생산 방식의 변화와 높은 철도 요금으로 인해 산업이 쇠퇴했다. 가장 먼저 붕괴된 산업은 화강암 산업으로 약 150명을 고용했다. 1921년 7월 21일 초석 화학 공장에서 폭발이 일어나 15명이 사망하고 공장이 파괴되었으며 인근 건물이 손상되었다.
이 지역의 산업과 노동력의 집중은 노동조합의 창설로 이어졌다. 1917년, 보디오는 금속 노동자 노조(SMUV)의 첫 번째 주 지주의 본거지가 되었다. 1930년대에는 지역의 학교에 다양한 직업 교육 부서가 개설되었다. 1917년 비아쉬나-크라프트베르크 발전소는 모터 AG (나중에 모터-콜럼부스)에서 보디오에 기반을 둔 티치노 전기 윅스(Ofelti)로 이전되었다. 1936년에 고트하르트 송전선 건설 후 아레-테신 AG 퓌르 전기 회사(Atel)가 설립되어 올텐에 본사가 있고, 보디오에 지사가 있다. 1924년에 고트하르트베르크는 바젤의 론차(Lonza)에 의해 인수되었다. 1995년에 팀칼(Timcal)로 이름을 바꾼 새로운 회사는 인조 흑연과 고온윤활제 생산 분야에서 세계 최고의 회사였다. 지역 산업 기업의 가장 잘 알려진 예는 몬테포르노 (지오르니코 지역에 위치하지만 보디오에 기반)이다. 1946년에 설립되어 1995년 1월 31일에 문을 닫았다.
지자체에는 더 이상 농장이 없지만, 약 1.62ha의 와인포도가 있으며, 인정된 품질의 메를로 와인을 생산한다.

## 지리
보디오의 면적은 1997년 기준으로 6.44k㎡이다. 이 지역 중 0.38k㎡ (5.9%)가 농업 목적으로 사용되는 반면 4.25k㎡ (66.0%)는 삼림으로 구성되어 있다. 나머지 토지 중 0.76k㎡ (11.8%)가 정착(건물 또는 도로), 0.12k㎡ (1.9%)가 강 또는 호수이며 0.98k㎡ (15.2%)는 불모지이다.
건축면적 중 공업용 건물이 전체 면적의 2.3%, 주택과 건물이 3.9%, 교통 기반 시설이 5.1%를 차지했다. 산림면적의 59.0%는 산림이 우거져 있고 2.8%는 과수원이나 작은 나무 군락으로 덮여 있다. 농경지 중 1.4%는 작물 재배에 사용되고 3.9%는 고산 목초지에 사용된다. 시정촌의 모든 물은 흐르는 물이다. 비생산적인 지역 중 6.5%는 비생산적인 초목이고 8.7%는 초목이 자라기에는 너무 암석이 많은 지역이다.
시정촌은 낮은 레벤티나 계곡 왼쪽의 321m 높이의 레벤티나 지구에 있다.

## 인구통계

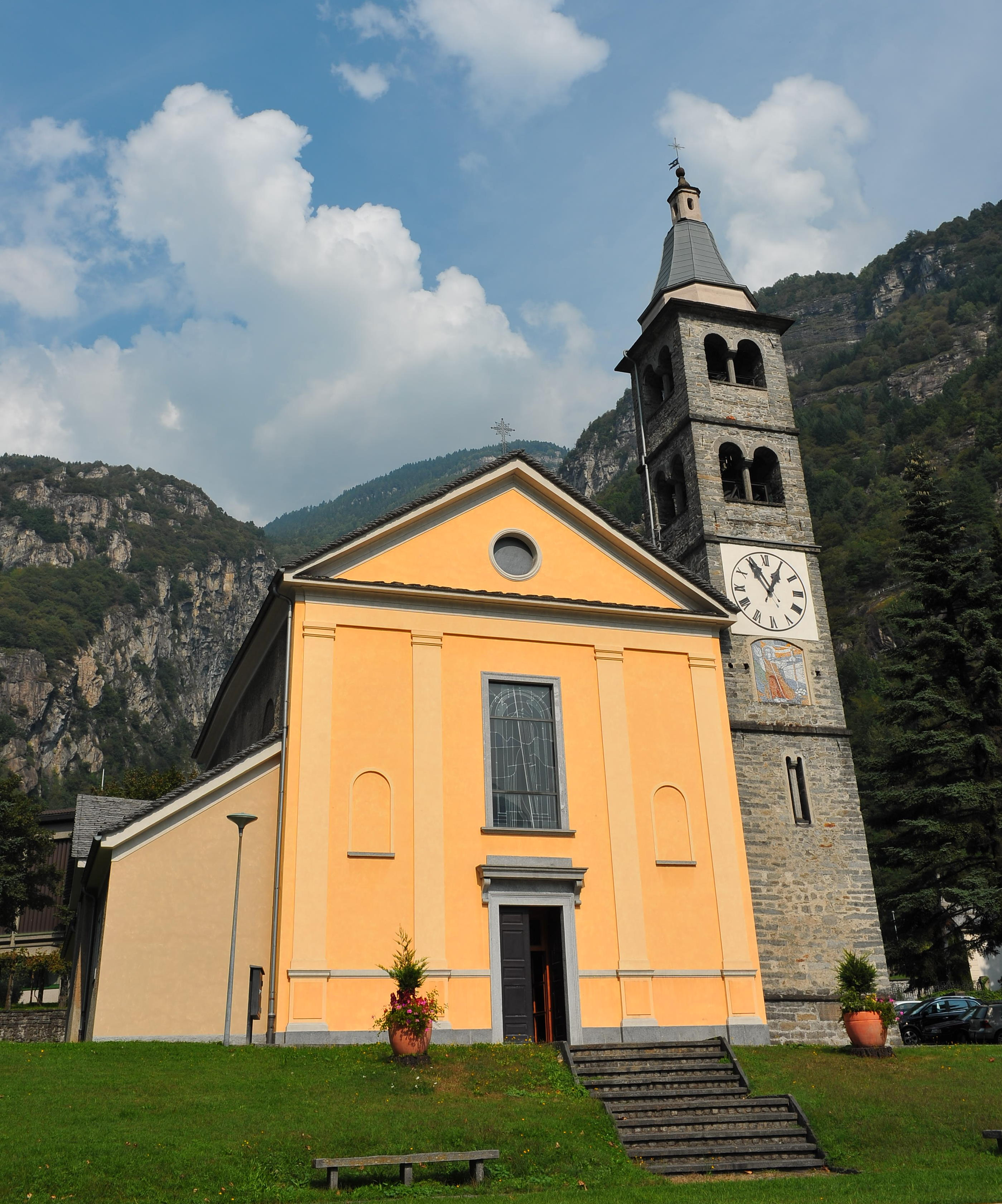
보디오 산토 스테파노 교회

2020년 12월 기준, 보디오의 인구는 937명이다. 2008년 기준으로 인구의 43.3%가 거주하는 외국인이다. 1997년부터 2007년까지 지난 10년 동안 인구는 -12.7%의 비율로 변화했다.
2000년 기준 인구 대부분인 87.1%가 이탈리아어를 사용하며 세르비아-크로아티아어가 두 번째로 많이 사용(3.4%)되고, 포르투갈어가 세 번째(2.5%)로 사용된다. 스위스 공용어(2000년 기준) 중 독일어는 13명, 프랑스어는 8명, 이탈리아어는 921명이 사용한다. 나머지 116명은 다른 언어를 사용한다.
2008년 기준으로 인구의 성별 분포는 남성 50.7%, 여성 49.3%이다. 인구는 261명의 스위스 남성(인구의 26.7%)과 235명(24.0%)의 비스위스계 남성으로 구성되었다. 스위스 여성은 304명(31.1%), 비스위스계 여성은 178명(18.2%)이었다.
2008년에는 스위스 시민이 4명, 비스위스계 시민이 3명이었고, 같은 기간에 스위스 시민이 8명, 비스위스계 시민이 4명이었다. 이민과 이주를 무시하면, 스위스 시민의 인구는 4명 감소하였고, 외국인 인구는 1명 감소했다. 스위스로 재이민 온 스위스 남자 1명과 스위스에서 이민 온 스위스 여자 4명이 있었다. 동시에 다른 나라에서 스위스로 이주한 4명의 비스위스 남성과 8명의 비스위스계 여성이 있었다. 2008년 전체 스위스 인구 변화(모든 출처에서)는 22명이 감소했고 비스위스계 인구 변화는 4명이 감소했다. 이것은 -2.6%의 인구 성장률을 나타낸다.
2009년 현재 보디오의 연령 분포는 다음과 같다. 75명의 어린이 또는 인구의 7.7%는 0-9세 사이이고 90명의 십대 또는 9.2%는 10-19세이다. 성인 인구 중 101명 또는 인구의 10.3%인 20-29세이다. 131명(13.4%)은 30~39세, 160명(16.4%)은 40~49세, 146명(14.9%)은 50~59세이다. 고령자 분포는 126명(인구의 12.9%)이 60세 이상이다. 그리고 69세는 76명(70~79세)이 7.8%, 80세 이상이 73명(7.5%)이다.
2000년 기준으로 시정촌의 개인가구는 496세대로 가구당 평균 2.1명이다. 2000년에는 총 324호의 주거용 건물 중 213호(전체의 65.7%)가 213호로 구성되었다. 2가구(15.7%)가 51채, 다가구(12.0%)가 39채였다. 또한 시정촌에는 다목적 건물(주거 및 상업용 또는 기타 목적으로 사용)인 21개의 건물이 있었다.
2008년 시정촌 공실률은 2.3%였다. 2000년에는 시정촌에 642개의 아파트가 있었다. 가장 흔한 아파트 규모는 방 3개짜리 아파트가 201개였다. 1인실 아파트가 33개, 5개 이상 아파트가 121개였다. 이 중 상가주택은 총 495채(전체의 77.1%)가 입주했고, 성수기 아파트는 104채(16.2%), 공실은 43채(6.7%)였다. 2007년 기준 신규주택 건설률은 인구 1000명당 0세대였다.
역사적 인구는 다음 표에 나와 있다.
| 년도 | 인구       |
| ---- | ---------- |
| 1354 | 32 Hearths |
| 1567 | 50         |
| 1602 | 201        |
| 1745 | 323        |
| 1850 | 362        |
| 1880 | 420        |
| 1900 | 356        |
| 1950 | 935        |
| 1980 | 1,477      |
| 1990 | 1,154      |
| 2000 | 1,058      |

## 경제

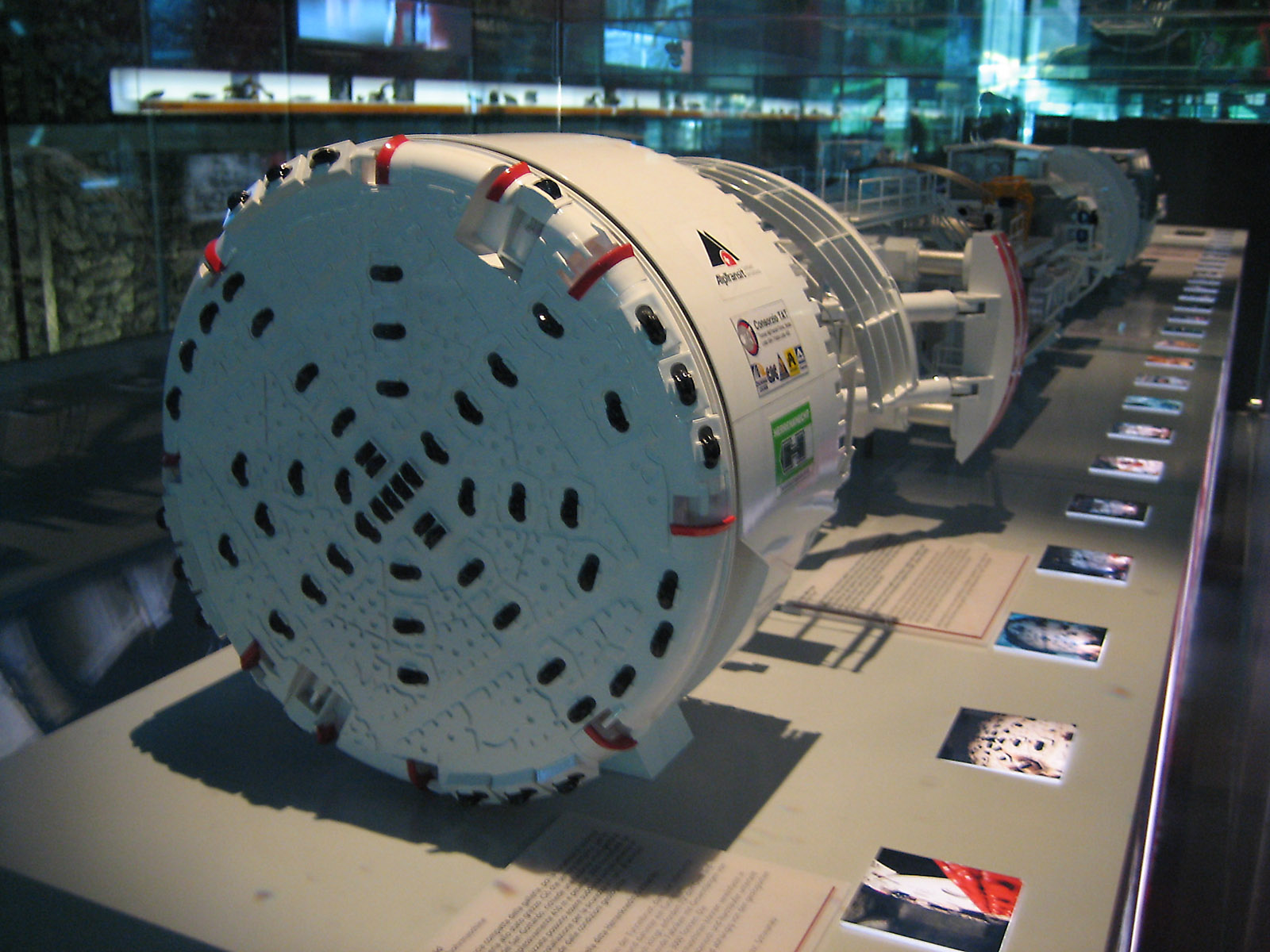
보디오 근처 고트하르트 베이스 터널을 굴착하는 데 사용되는 S-210 터널 굴착기 모델

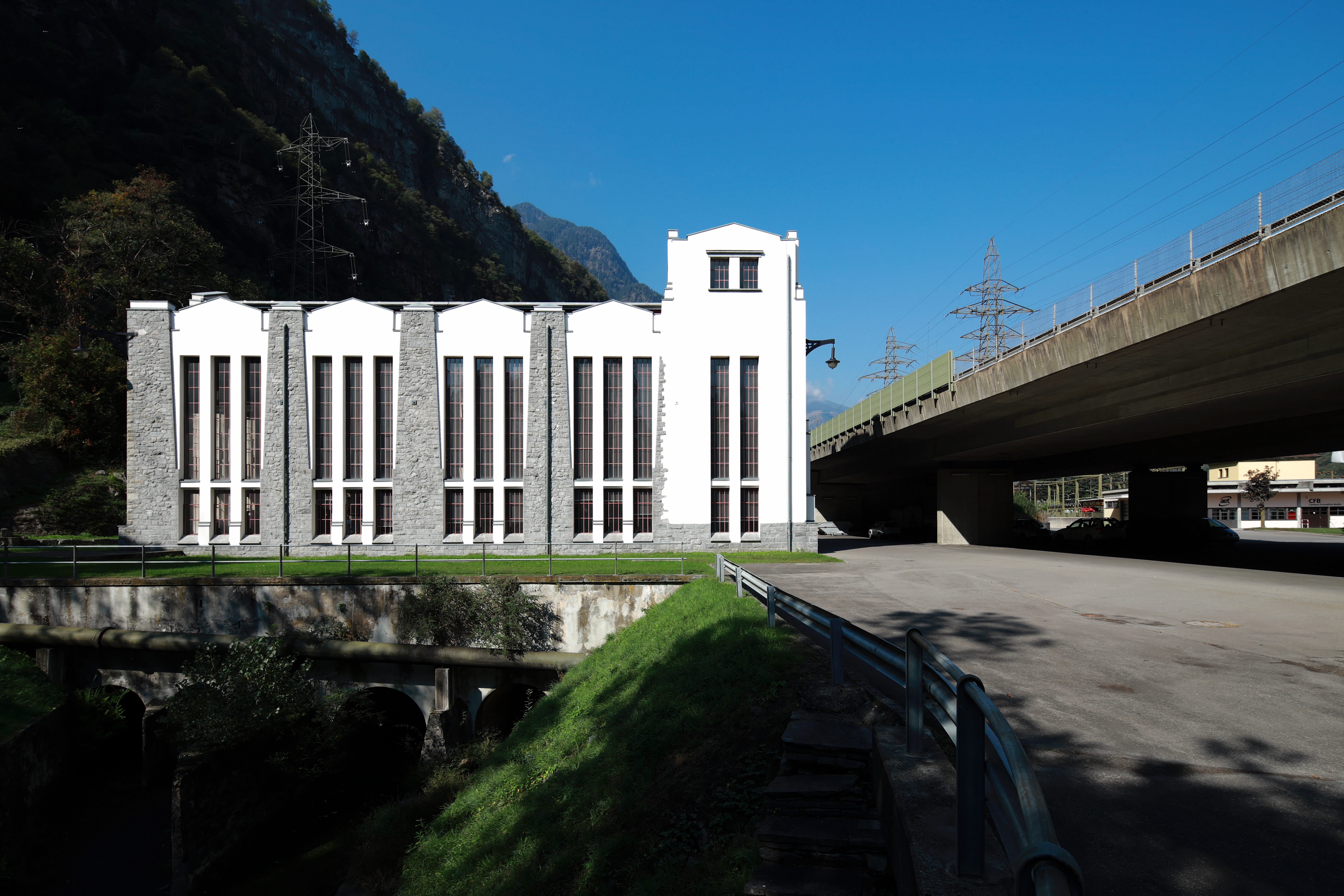
비아시나 수력발전소

2007년 현재 보디오의 실업률은 5.12%이다. 2005년 기준으로 1차 경제 부문에 6명이 고용되어 있고, 이 부문에 약 2개 기업이 참여하고 있다. 256명이 2차 부문에 고용되었고, 이 부문에 13개의 기업이 있었다. 119명이 3차 부문에 고용되었으며, 이 부문에는 36개의 기업이 있다. 시정촌 주민은 462명으로 일정 정도 고용되었으며, 그중 여성이 전체 노동력의 34.6%를 차지하였다.
2000년 기준 시정촌으로 출퇴근하는 근로자는 331명, 외부로 출퇴근 근로자는 285명이었다. 지자체는 근로자의 순수입 지자체이며, 1명이 전출될 때마다 약 1.2명의 근로자가 지자체에 전입한다. 근로인구의 9.1%는 출퇴근을 위해 대중교통을 이용했고, 60.8%는 자가용을 이용했다.
2009년 현재 보디오에는 총 48개의 객실과 87개의 침대를 갖춘 3개의 호텔이 있다.

### 종교
2000년 인구 조사에 따르면 845명(79.9%)이 로마 가톨릭 신자이고, 17명(1.6%)이 스위스 개혁 교회에 속해 있다. 다른 교회(인구 조사에 등재되지 않음)에 속해 있는 개인은 135명(인구의 약 12.76%)이며, 질문에 응답하지 않은 개인은 61명(인구의 약 5.77%)이다.

## 교육

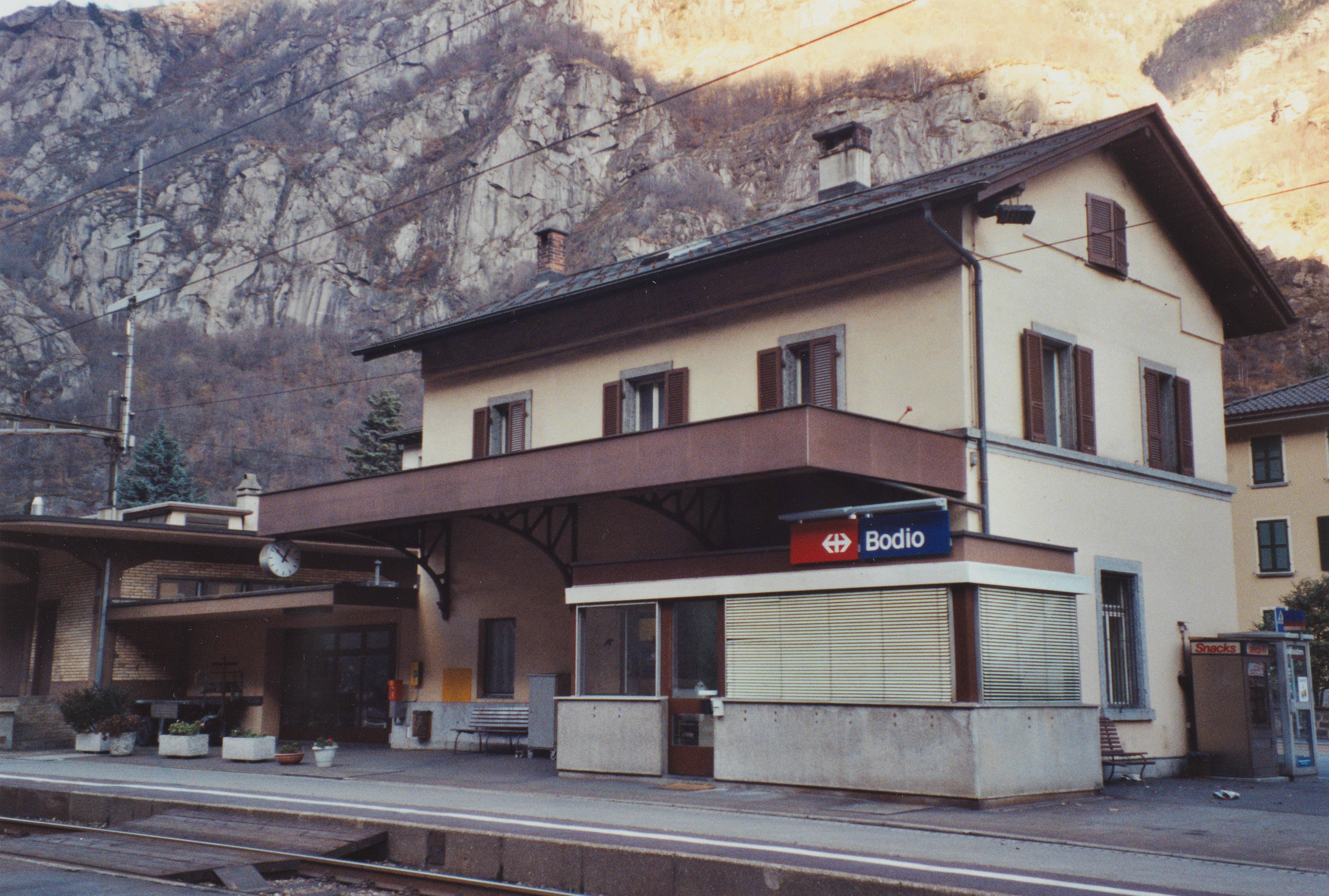
보디오역

전체 스위스 인구는 일반적으로 교육 수준이 높다. 보디오에서는 인구의 약 49.5%(25-64세)가 비필수 고등교육 또는 추가 고등교육(대학 또는 응용학문대학)을 완료했다.
보디오에는 총 148명의 학생이 있었다(2009년 기준). 티치노 교육 시스템은 최대 3년의 비필수 유치원을 제공하며 보디오에는 26명의 어린이가 유치원에 다녔다. 초등학교 프로그램은 5년 동안 지속되며 표준 학교와 특수 학교가 모두 포함된다. 시정촌에서는 48명의 학생이 일반 초등학교에 다녔고 5명이 특수 학교에 다녔다. 중학교 시스템에서 학생들은 2년 중학교에 다니고 2년 예비 견습과정을 거치거나 고등 교육을 준비하기 위해 4년 프로그램에 참석한다. 중학교 2년제 30명, 예비실습 3명, 4년제 심화과정 5명이었다.
상위 중등학교에는 여러 옵션이 있지만, 상위 중등 프로그램이 끝나면 학생은 직업을 찾거나 대학에 진학할 준비가 된다. 티치노에서 직업 학생은 인턴십 또는 견습과정(3년 또는 4년 소요)을 진행하는 동안 학교에 다니거나 인턴십 또는 견습기간(풀타임 학생으로 1년 또는 1년 반이 소요됨)을 거쳐 학교에 다닐 수 있다.(파트타임 학생으로 2년) 전일제 학생은 12명, 파트타임 학생은 17명이었다.
전문 프로그램은 3년 동안 진행되며 공학, 간호, 컴퓨터 과학, 비즈니스, 관광 및 이와 유사한 분야의 직업을 위해 학생을 준비시킨다. 전문 프로그램에는 2명의 학생이 있었다.
2000년 현재 보디오에는 타 자치단체에서 온 학생이 4명, 시외 학교에 다니는 주민이 74명이다.

## 교통
보디오는 지자체 내에 위치한 드물게 제공되는 보디오역으로 연결된다. 역은 고트하르트 철도 노선 상에 있다.